# Basse-Terre (île de la Tortue)
Pour les articles homonymes, voir Basse-Terre (homonymie).
 (septembre 2024).
Si vous disposez d'ouvrages ou d'articles de référence ou si vous connaissez des sites web de qualité traitant du thème abordé ici, merci de compléter l'article en donnant les références utiles à sa vérifiabilité et en les liant à la section « Notes et références ».
Basse-Terre est une des principales communautés de l'île de la Tortue. Elle est située sur la côte sud dans une rade bien protégée.  Basse-Terre fait partie de la commune de l’île de la Tortue située dans le département du Nord-Ouest, dépendant de l’arrondissement de Port-de-Paix.
Basse-Terre est une ville portuaire située sur la côte sud dite « sous le vent » qui offre d’excellents refuges bien abrités. Basse-Terre est située face à l'île Hispaniola et à une vingtaine de kilomètres du port de Port-de-Paix.
Basse-Terre constituait au XVIIe siècle un centre de trafic du tabac, alors cultivé sur l’île de la Tortue. On y travaillait aussi du cuir préparé par les boucaniers sur l’île d’Hispaniola. La ville s'enrichissait des butins faits aux dépens des Espagnols. Cela fit de l'île de La Tortue une réputation de meilleur repaire des flibustiers des Caraïbes.
Basse-Terre fut défendue, dès 1640, par le fort de La Roche, construit par les Français, sur les hauteurs d'une colline dominant sa rade.

## Sources
1. ↑  Histoire de l'Île de la Tortue